# Григоровский сельский совет (Гребёнковский район)
Григоровский сельский совет (укр. Григорівська сільська рада) — входит в состав
Гребёнковского района
Полтавской области
Украины.
Административный центр сельского совета находится в 
с. Григоровка.

## Населённые пункты совета
- с. Григоровка
- с. Писарщина